# Toechima erythrocarpum
Toechima erythrocarpum är en kinesträdsväxtart. Toechima erythrocarpum ingår i släktet Toechima och familjen kinesträdsväxter.

## Underarter
Arten delas in i följande underarter:
- T. e. erythrocarpum
- T. e. papuanum